# Lista de programas originais distribuídos pelo Globoplay
O Globoplay é um serviço brasileiro de assinatura de vídeo sob demanda do Grupo Globo. O serviço oferece séries originais, conteúdo recém-veiculado nas instalações do Grupo Globo e conteúdo da biblioteca da TV Globo, além de transmissões ao vivo do canal principal da afiliada da Rede Globo, onde disponíveis.

## Produções originais
- ‡ Indica produção retirada da plataforma

### Novelas
| Título                      | Gênero          | Estreia               | Temporadas                 | Duração   | Autoria                              | Diretor       | Empresa produtora | Status     |
| --------------------------- | --------------- | --------------------- | -------------------------- | --------- | ------------------------------------ | ------------- | ----------------- | ---------- |
| Verdades Secretas II (t. 2) | Drama           | 20 de outubro de 2021 | 1 temporada, 50 capítulos  | 49–55 min | Walcyr Carrasco                      | Amora Mautner | Estúdios Globo    | Finalizada |
| Todas as Flores             | Drama           | 19 de outubro de 2022 | 2 temporadas, 85 capítulos | 48–60 min | João Emanuel Carneiro                | Carlos Araújo | Estúdios Globo    | Finalizada |
| Guerreiros do Sol           | Drama de época  | 11 de junho de 2025   | 1 temporada, 45 capítulos  | 50 min    | George Moura e Sergio Goldenberg     | Rogério Gomes | Estúdios Globo    | Finalizada |
| Em desenvolvimento          |                 |                       |                            |           |                                      |               |                   |            |
| Vidas Paralelas             | Drama Romântico | TBA                   | 1 temporada, 60 capítulos  | TBA       | Walcyr Carrasco e Cristianne Fridman | Adriano Melo  | Estúdios Globo    | TBA        |

### Séries

#### Drama
| Título                        | Gênero                | Estreia                    | Temporadas                 | Duração    | Autoria                                                       | Diretor                               | Empresa produtora                                             | Status     |
| ----------------------------- | --------------------- | -------------------------- | -------------------------- | ---------- | ------------------------------------------------------------- | ------------------------------------- | ------------------------------------------------------------- | ---------- |
| Malhação: Os Desatinados      | Drama juvenil         | 3 de outubro de 2015       | 1 temporada, 6 episódios   | 5 min      | Emanuel Jacobina                                              | Leonardo Nogueira                     | Rede Globo                                                    | Finalizada |
| Malhação: Eu Só Quero Amar    | Drama juvenil         | 4 de abril de 2016         | 1 temporada, 4 episódios   | 4–6 min    | Emanuel Jacobina                                              | Leonardo Nogueira e Adriano Melo      | UNAIDS e Rede Globo                                           | Finalizada |
| Totalmente Sem Noção Demais   | Dramédia              | 31 de maio de 2016         | 1 temporada, 10 episódios  | 14-19 min  | Claudia Sardinha                                              | Luiz Henrique Rios                    | Entretenimento Globo                                          | Finalizada |
| A Lenda do Mão de Luva        | Dramédia              | 5 de agosto de 2016        | 1 temporada, 8 episódios   | 7-9 min    | Tarcísio Lara Puiati                                          | Vinícius Coimbra                      | Entretenimento Globo                                          | Finalizada |
| Haja Coração – Spin-off       | Dramédia              | 10 e 17 de outubro de 2016 | 1 temporada, 8 episódios   | 7-9 min    | Daniel Ortiz e Nilton Braga                                   | Fred Mayrink                          | Entretenimento Globo                                          | Finalizada |
| Carcereiros                   | Drama policial        | 8 de junho de 2017         | 3 temporadas, 33 episódios | 35 min     | Marçal Aquino, Fernando Bonassi e Dennison Ramalho            | José Eduardo Belmonte                 | Gullane, Spray Filmes e Estúdios Globo                        | Finalizada |
| As Vinganças de Clara         | Melodrama             | 11 de maio de 2018         | 1 temporada, 10 episódios  | 45-60 min  | Walcyr Carrasco                                               | Mauro Mendonça Filho                  | Entretenimento Globo                                          | Finalizada |
| Assédio                       | Drama criminal        | 21 de setembro de 2018     | 1 temporada, 10 episódios  | 31–42 min  | Maria Camargo                                                 | Amora Mautner                         | O2 Filmes e Estúdios Globo                                    | Finalizada |
| Ilha de Ferro                 | Drama                 | 14 de novembro de 2018     | 2 temporadas, 22 episódios | 40–58 min  | Max Mallmann e Adriana Lunardi                                | Afonso Poyart                         | Estúdios Globo                                                | Cancelada  |
| Aruanas                       | Drama                 | 02 de julho de 2019        | 2 temporadas, 20 episódios | 40 min     | Estela Renner e Marcos Nisti                                  | Carlos Manga Jr e André Felipe Binder | Maria Farinha Filmes                                          | Cancelada  |
| A Divisão                     | Suspense policial     | 19 de julho de 2019        | 4 temporadas, 20 episódios | 40 min     | José Júnior e José Luiz Guimarães                             | Vicente Amorim e Lipe Binder          | AfroReggae Audiovisual e A Fábrica                            | Cancelada  |
| Sessão de Terapia (t. 4–6)    | Drama                 | 30 de agosto de 2019       | 2 temporadas, 65 episódios | 35–50 min  | Jaqueline Vargas                                              | Selton Mello                          | Moonshot Pictures                                             | Renovada   |
| Hebe                          | Drama biográfico      | 16 de dezembro de 2019     | 1 temporada, 10 episódios  | 60 min     | Carolina Kotscho                                              | Maurício Farias                       | Estúdios Globo                                                | Finalizada |
| Arcanjo Renegado              | Drama policial        | 07 de fevereiro de 2020    | 2 temporadas, 20 episódios | 34–47 min  | José Júnior                                                   | Heitor Dhalia e Lipe Binder           | AfroReggae Audiovisual e Paranoid Filmes                      | Renovada   |
| Desalma                       | Suspense sobrenatural | 22 de outubro de 2020      | 2 temporadas, 20 episódios | 44 min     | Ana Paula Maia                                                | Carlos Manga Jr                       | Estúdios Globo                                                | Cancelada  |
| As Five                       | Drama                 | 12 de novembro de 2020     | 3 temporadas, 26 episódios | 28–43 min  | Cao Hamburger                                                 | Fabrício Mamberti e Cao Hamburger     | Gullane e Estúdios Globo                                      | Finalizada |
| Onde Está Meu Coração         | Drama                 | 4 de maio de 2021          | 1 temporada, 10 episódios  | 39-46 min  | George Moura e Sergio Goldenberg                              | Luisa Lima                            | Gullane e Estúdios Globo                                      | Finalizada |
| Segunda Chamada (t. 2)        | Drama                 | 10 de setembro de 2021     | 2 temporadas, 17 episódios | 44-46 min  | Carla Faour, Julia Spadaccini e Jô Bilac                      | Joana Jabace                          | O2 Filmes e Estúdios Globo                                    | Cancelada  |
| Sob Pressão (t. 5)            | Drama médico          | 2 de junho de 2022         | 1 temporada, 12 episódios  | 40-49 min  | Luiz Noronha, Cláudio Torres, Renato Fagundes e Jorge Furtado | Andrucha Waddington                   | Conspiração Filmes e Estúdios Globo                           | Finalizada |
| Rota 66: A Polícia Que Mata   | Drama policial        | 22 de setembro de 2022     | 1 temporada, 6 episódios   | 41-43 min  | Maria Camargo e Teodoro Poppovic                              | Philippe Barcinski                    | Boutique Filmes                                               | Finalizada |
| Os Outros                     | Drama                 | 31 de maio de 2023         | 2 temporada, 24 episódios  | 40-60 min  | Lucas Paraizo                                                 | Luisa Lima                            | Estúdios Globo                                                | Renovada   |
| A Vida pela Frente            | Drama adolescente     | 22 de junho de 2023        | 1 temporada, 10 episódios  | 28-35 min  | Carol Benjamin, Leandra Leal e Rita Toledo                    | Bruno Safadi e Leandra Leal           | Daza Filmes                                                   | Cancelada  |
| Vicky e a Musa                | Musical               | 19 de julho de 2023        | 2 temporadas, 26 episódios | 33-29 min  | Rosane Svartman                                               | Marcus Figueiredo                     | Estúdios Globo                                                | Cancelada  |
| As Aventuras de José e Durval | Drama biográfico      | 18 de agosto de 2023       | 1 temporada, 8 episódios   | 45-50 min  | Hugo Prata                                                    | Hugo Prata                            | TV Globo e O2 Filmes                                          | Finalizada |
| Codex 632                     | Drama policial        | 19 de outubro de 2023      | 1 temporada, 6 episódios   | 45-60 min  | Pedro Lopes                                                   | Sérgio Graciano                       | SPi e RTP                                                     | Cancelada  |
| Fim                           | Drama                 | 23 de outubro de 2023      | 1 temporada, 10 episódios  | 48-60 min  | Fernanda Torres                                               | Andrucha Waddington                   | Conspiração Filmes e Estúdios Globo                           | Finalizada |
| Rio Connection                | Drama Épico           | 23 de novembro de 2023     | 1 temporada, 8 episódios   | 55-60 min  | Mauro Lima                                                    | Mauro Lima                            | Floresta Realizações Audiovisuais, e Sony Pictures Television | Finalizada |
| Betinho - No Fio da Navalha   | Drama biográfico      | 1 de dezembro de 2023      | 1 temporada, 8 episódios   | 60 min     | José Júnior                                                   | Lipe Binder                           | Formata Produções e Conteúdo e AfroReggae Audiovisual         | Finalizada |
| Justiça 2                     | Drama policial        | 11 de abril de 2024        | 1 temporada, 28 episódios  | 45-50 min. | Manuela Dias                                                  | Gustavo Fernández                     | Estúdios Globo                                                | Finalizada |
| O Jogo que Mudou a História   | Drama policial        | 13 de junho de 2024        | 1 temporada, 10 episódios  | 45-50 min. | José Júnior                                                   | Heitor Dhalia                         | Paranoid Filmes e AfroReggae Audiovisual                      | Renovada   |
| Raul Seixas: Eu Sou           | Cinebiografia         | 26 de junho de 2025        | 1 temporada, 8 episódios   | 43-49 min. | Paulo Morelli                                                 | Paulo Morelli                         | O2 Filmes                                                     | Finalizada |
| Dias Perfeitos                | Suspense Psicológico  | 14 de agosto de 2025       | 1 temporada, 8 episódios   | 43-46 min  | Claudia Jouvin                                                | Joana Jabace                          | Anonymous Content Brazil                                      | TBA        |
| Em desenvolvimento            |                       |                            |                            |            |                                                               |                                       |                                                               |            |
| Reencarne                     | Sobrenatural/Espirita | TBA                        | TBA                        | TBA        | Juan Jullian e Igor Verde                                     | Bruno Safadi                          | Estúdios Globo                                                | TBA        |
| Veronika                      | Policial              | TBA                        | TBA                        | TBA        | José Júnior                                                   | Silvio Guindane                       | AfroReggae Audiovisual                                        | TBA        |
| Vermelho Sangue               | Sobrenatural          | TBA                        | TBA                        | TBA        | Rosane Svartman e Cláudia Sardinha                            | Patricia Pedrosa                      | Estúdios Globo                                                | TBA        |
| Crime Inc                     | Policial              | TBA                        | TBA                        | TBA        | Dudu Nobre e Caio Cobra                                       | Caio Cobra                            | Mixer Films                                                   | TBA        |
| Discipline                    | Criminal              | TBA                        | TBA                        | TBA        | Konrad Dantas e Felipe Braga                                  | TBA                                   | KondZilla, LB Entertainment e Beta Film                       | TBA        |
| Instinto                      | Erótico               | TBA                        | TBA                        | TBA        | Camila Raffanti e Julia Ianira                                | Michel Tikhomiroff                    | Mixer Films                                                   | TBA        |
| Unidade 53                    | Drama Médico          | TBA                        | TBA                        | TBA        | Claudio Torres, Márcio Maranhão e Andrucha Waddington         | Fábio Mendes e Claudio Torres         | Conspiração Filmes                                            | TBA        |
| Mata-Mata                     | Drama de esporte      | TBA                        | TBA                        | TBA        | Cauã Reymond                                                  | Bruno Safadi                          | TBA                                                           | TBA        |
| Aquele Abraço                 | Drama Biográfico      | TBA                        | TBA                        | TBA        | Ale Lucas                                                     | Ale Lucas                             | Paranoid Filmes                                               | TBA        |
| Jogo da Memória               | Drama                 | TBA                        | TBA                        | TBA        | Lícia Manzo                                                   | TBA                                   | TBA                                                           | TBA        |

#### Comédia
| Título                       | Gênero              | Estreia                | Temporadas                 | Duração    | Autoria                                         | Diretor                                | Empresa produtora                        | Status     |
| ---------------------------- | ------------------- | ---------------------- | -------------------------- | ---------- | ----------------------------------------------- | -------------------------------------- | ---------------------------------------- | ---------- |
| Brasil a Bordo               | Sitcom              | 4 de maio de 2017      | 1 temporada, 12 episódios  | 32–39 min  | Miguel Falabella                                | Cininha de Paula                       | Estúdios Globo                           | Cancelada  |
| Filhos da Pátria             | Histórica           | 03 de agosto de 2017   | 2 temporadas, 22 episódios | 32–60 min  | Bruno Mazzeo                                    | Maurício Farias e Felipe Joffily       | Estúdios Globo                           | Finalizada |
| Além da Ilha                 | Dramática           | 06 de setembro de 2018 | 1 temporada, 10 episódios  | 24–28 min  | Andrea Batitucci e Rosana Hermann               | César Rodrigues                        | Floresta e Multishow                     | Finalizada |
| Shippados                    | Romântica           | 07 de junho de 2019    | 1 temporada, 12 episódios  | 28–37 min  | Alexandre Machado e Fernanda Young              | Patricia Pedrosa                       | Estúdios Globo                           | Cancelada  |
| Eu, a Vó e a Boi             | Dramática           | 29 de novembro de 2019 | 1 temporada, 6 episódios   | 29–42 min  | Miguel Falabella e Eduardo Hanzo                | Paulo Silvestrini                      | Estúdios Globo                           | Cancelada  |
| Todas as Mulheres do Mundo   | Romântica           | 23 de abril de 2020    | 1 temporada, 12 episódios  | 24–40 min  | Maria Ribeiro                                   | Patricia Pedrosa                       | Estúdios Globo                           | Finalizada |
| Diário de Um Confinado       | Dramática           | 26 de junho de 2020    | 2 temporadas, 18 episódios | 10–15 min  | Bruno Mazzeo e Joana Jabace                     | Joana Jabace                           | Estúdios Globo                           | Finalizada |
| Filhas de Eva                | Romântica           | 8 de março de 2021     | 1 temporada, 12 episódios  | 40–47 min. | Adriana Falcão                                  | Leonardo Nogueira                      | Estúdios Globo                           | Finalizada |
| Rensga Hits!                 | Dramédia musical    | 4 de agosto de 2022    | 3 temporadas, 24 episódios | 40-45 min  | Denis Nielsen e Carolina Alckmin                | Natália Warth e Carol Durão            | Glaz Entretenimento                      | TBA        |
| Encantado's                  | Comédia de Costumes | 18 de novembro de 2022 | 3 temporadas, 33 episódios | 39-33 min  | Renata Andrade e Thais Pontes                   | Henrique Sauer                         | Estúdios Globo                           | TBA        |
| Humor Negro - A Série        | Esquete/Improviso   | 21 de agosto de 2023   | 1 temporada, 10 episódios  | 25 min     | Renata di Carmo                                 | Rodrigo França                         | Conspiração Filmes e Multishow           | Cancelada  |
| Cilada                       | Sitcom              | 21 de maio de 2024     | 2 temporada, 20 episódios  | 20-27 min  | Bruno Mazzeo                                    | Felipe Joffily                         | Casé Filmes e Multishow                  | TBA        |
| Os Parças - A Série          | Sitcom              | 06 de junho de 2024    | 1 temporada, 10 episódios  | 22-25 min. | Cadu Pereiva                                    | Marcelo Zambelli                       | Formata Produções e Conteúdo e Multishow | Cancelada  |
| Dr4g0n                       | Dramática           | 18 de julho de 2024    | 1 temporada, 8 episódios   | 30-33 min. | Tiago Cruz Rezende                              | Tiago Cruz Rezende e Ana Luiza Azevedo | Casa de Cinema de Porto Alegre           | Cancelada  |
| Cosme e Damião: Quase Santos | Comédia             | 5 de dezembro de 2024  | 1 temporada, 10 episódios  | 20-30 min  | Cezar Maracujá, Rafael Portugal e Thaisa Damous | Ian SBF                                | Porta dos Fundos e Multishow             | TBA        |
| Pablo e Luisão               | Comédia             | 22 de maio de 2025     | 1 temporada, 16 episódios  | 27-35 min  | Paulo Vieira                                    | Luis Felipe Sá                         | Estúdios Globo                           | Renovada   |
| Em desenvolvimento           |                     |                        |                            |            |                                                 |                                        |                                          |            |
| Juntas e Separadas           | Dramédia            | TBA                    | TBA                        | TBA        | Thalita Rebouças                                | Mini Kerti                             | Conspiração Filmes                       | TBA        |
| Choque de Cultura - A Série  | Comédia             | TBA                    | TBA                        | TBA        | Caito Mainier e Daniel Furlan                   | Fernando Fraiha                        | Biônica Filmes e Canal Brasil            | TBA        |

#### Infantil
| Título                                  | Gênero             | Estreia                | Temporadas                  | Duração   | Autoria                                                         | Diretor                                | Empresa produtora                                                                                         | Status     |
| --------------------------------------- | ------------------ | ---------------------- | --------------------------- | --------- | --------------------------------------------------------------- | -------------------------------------- | --- | ---------- |
| Escola de Gênios                        | Infantojuvenil     | 18 de maio de 2018     | 6 temporadas, 156 episódios | 22 min    | Ângela Hirata Fabri                                             | João Daniel Tikhomiroff                | Mixer Films, Gloob                                                                                        | Finalizada |
| Mya Go                                  | Pré-escolar        | 15 de julho de 2018    | 2 temporadas, 156 episódios | 5 min     | Alan Foley, Gilly                                               | Alan Foley                             | Piranha Bar, RTVE, Motion Pictures Entertainment, Televisió de Catalunya, BAI, RTÉ, Gloobinho, Dear Will  | TBA        |
| Hora do Rock ‡                          | Infantojuvenil     | 12 de setembro de 2018 | 1 temporada, 24 episódios   | 11 min    | Gustavo Amaral, Thiago Fogaça                                   | Gustavo Amaral, André R. Lemos         | Oca Animation, Gloob                                                                                      | Cancelada  |
| Vlog da Berê (t. 2)                     | Infantojuvenil     | 12 outubro de 2021     | 1 temporada, 10 episódios   | 7 min     | Flávia Lins e Silva                                             | Fernanda Novaes                        | Conspiração Filmes, Gloob                                                                                 | Cancelada  |
| Theodosia                               | Fantasia histórica | 22 de junho de 2022    | 1 temporada, 26 episódios   | 23-24 min | Joe Williams                                                    | Matthias Hoene, Alex Jacob, Matt Bloom | Cottonwood Media, ZDF, ZDF Enterprisers, Be-Films, Umedia                                                 | Renovada   |
| Turma da Mônica - A Série               | Jovem              | 21 de julho de 2022    | 1 temporada, 8 episódios    | 20-24 min | Mariana Zatz, Marina Maria Iorio, Mauro D'Addio, Daniel Rezende | Daniel Rezende                         | Biônica Filmes, Mauricio de Sousa Produções                                                               | Finalizada |
| Vamos Brincar com a Turma da Mônica     | Pré-escolar        | 12 de outubro de 2022  | 2 temporadas, 52 episódios  | 7 min     | Mauricio de Sousa                                               | Mauricio de Sousa                      | Hype Animation, Hula Animation, Just Animation Studios, Mauricio de Sousa Animação, Giga Gloob, Gloobinho | Finalizada |
| Pequeno Príncipe e Seus Amigos          | Animação           | 4 de julho de 2023     | 1 temporada, 52 episódios   | 11-12 min | Mediawan Kids & Family                                          | Fabian Brandily                        | Method Animation, La Sussecion Saint Exupéry-d'Agay                                                       | Finalizada |
| Acampamento de Magia para Jovens Bruxos | Fantasia cômica    | 27 de outubro de 2023  | 1 temporada, 9 episódios    | 23-27 min | Flávia Lins e Silva                                             | Mini Kerti                             | Conspiração Filmes, Gloob                                                                                 | Finalizada |
| D.P.A. Mini                             | Educativo          | 4 de dezembro de 2023  | 1 temporada, 26 episódios   | 3 min     | Flávia Lins e Silva                                             | Felipe Tavares, Renato Faccini         | Copa Studio, Gloobinho                                                                                    | Finalizada |
| Turma da Mônica - Origens               | Infantojuvenil     | 24 de outubro de 2024  | 1 temporada, 8 episódios    | 20-30 min | Daniel Rezende, Marina Maria Iorio                              | Isabel Valiante                        | Biônica Filmes, Mauricio de Sousa Audiovisual                                                             | Finalizada |

### Longa-metragem

#### Filmes
| Título                      | Gênero            | Estreia                         | Duração     | Autoria                                           | Diretor                         | Empresas produtoras                                                        |
| --------------------------- | ----------------- | ------------------------------- | ----------- | ------------------------------------------------- | ------------------------------- | -------------------------------------------------------------------------- |
| Ritmo de Natal              | Comédia Musical   | 30 de novembro de 2023          | 96 minutos  | Juan Jullian e Leonardo Lanna                     | Allan Fiterman                  | Estúdios Globo                                                             |
| Dona Lurdes - O Filme       | Comédia Dramática | 13 de maio de 2024 (2ª janela)  | 90 minutos  | Manuela Dias e Claudio Torres Gonzaga             | Cristiano Marques               | Estúdios Globo                                                             |
| Vítimas do Dia              | Drama             | 11 de janeiro de 2025           | 77 minutos  | Dino Cantelli                                     | Bruno Safadi                    | Estúdios Globo                                                             |
| Confia: Sonhos de Cria      | Comédia Musical   | 8 de fevereiro de 2025          | 84 minutos  | Renata Sofia, Pedro Alvarenga e Fabricio Santiago | Fabio Rodrigo                   | Estúdios Globo                                                             |
| Ainda Estou Aqui            | Drama             | 6 de abril de 2025 (2ª janela)  | 135 minutos | Murilo Hauser e Heitor Lorega                     | Walter Salles                   | RT Features, Videofilmes, MACT Productions, Conspiração Filmes e Globoplay |
| Vitória                     | Drama             | 19 de junho de 2025 (2ª janela) | 110 minutos | Paula Fiuza                                       | Andrucha Waddington             | Sony Pictures, Conspiração Filmes e Globoplay                              |
| Em desenvolvimento          |                   |                                 |             |                                                   |                                 |                                                                            |
| Enterre Seus Mortos         | Sobrenatural      | TBA                             | TBA         | Marco Dutra                                       | Marco Dutra                     | RT Features e Globoplay                                                    |
| Barba Ensopada de Sangue    | Drama             | TBA                             | TBA         | Aly Muritiba e Jessica Candal                     | Aly Muritiba                    | RT Features e Globoplay                                                    |
| 90 Decibéis                 | Drama             | TBA                             | TBA         | Julia Spadaccini                                  | Fellipe Barbosa                 | Estúdios Globo                                                             |
| Na Linha de Fogo            | Policial          | TBA                             | TBA         | José Júnior e João Paulo Horta                    | Afonso Poyart                   | AfroReggae Audiovisual, Star Original Productions e Globoplay              |
| No Jardim do Ogro           | Drama Erótico     | TBA                             | TBA         | Rita Piffer, Carolina Jabor e Victoria Visco      | TBA                             | Star Original Productions e Globoplay                                      |
| Antártida                   | Suspense          | TBA                             | TBA         | Cláudia Jouvin                                    | Bruno Safadi                    | Estúdios Globo                                                             |
| Quem é Morto Sempre Aparece | Comédia           | TBA                             | TBA         | Célio Porto, Martha Mendonça e Nelito Fernandes   | Rodrigo Von Der Put e Jú Amaral | Estúdios Globo                                                             |
| O Roubo do Cão              | Juvenil           | TBA                             | TBA         | Juan Jullian e Amanda Jordão                      | Bruno Garotti                   | Estúdios Globo                                                             |
| Quando Casa Maria Helena    | Comédia           | TBA                             | TBA         | Elísio Lopes Jr. e Igor Verde                     | Noa Bressane                    | Estúdios Globo                                                             |
| Pedro e Nina                | Dramédia          | TBA                             | TBA         | TBA                                               | Fellipe Barbosa                 | Estúdios Globo                                                             |

#### Documentários
| Título                                                      | Gênero              | Estreia                | Duração     | Diretor                            | Empresas produtoras                      |
| ----------------------------------------------------------- | ------------------- | ---------------------- | ----------- | ---------------------------------- | ---------------------------------------- |
| Gabriel Medina ‡                                            | Esporte             | 31 de janeiro de 2020  | 79 minutos  | Henrique Daniel                    | Canal Off                                |
| Arnaldo, Sessenta                                           | Biografia musical   | 05 de novembro de 2020 | 72 minutos  | Monica Almeida                     | Conversa.Doc                             |
| Cercados                                                    | Jornalístico        | 03 de dezembro de 2020 | 120 minutos | Caio Cavechini                     | Globoplay                                |
| Uma Gota de Esperança                                       | Drama               | 08 de maio de 2021     | 44 minutos  | Emerson Penha                      | Jornalismo Globo                         |
| Erasmo 80                                                   | Biografia Musical   | 02 de julho de 2021    | 60 minutos  | Monica Almeida                     | Conversa.Doc                             |
| Sobre Nós                                                   | Biografia           | 23 de julho de 2021    | 53 minutos  | Naína de Paula                     | Estúdios Globo                           |
| Marisa Monte- Portas e Janelas                              | Musical             | 22 de setembro de 2021 | 60 minutos  | Monica Almeida                     | Conversa.Doc                             |
| O Caso Prevent Senior                                       | Investigação        | 16 de dezembro de 2021 | 62 min      | Álvaro Pereira Júnior              | Jornalismo Globo                         |
| Domingão com Huck: A História da História                   | Biografia           | 7 de Março de 2022     | 73 minutos  | Guilherme Melles, Michel Coeli     | Mamona Filmes                            |
| Ronaldo, O Fenômeno                                         | Biografia           | 21 de outubro de 2022  | 94 minutos  | Duncan McMath                      | ZoomSports Films, DAZN Studios           |
| Escola Base – Um repórter enfrenta o passado                | Criminal            | 10 de novembro de 2022 | 106 minutos | Caio Cavechini, Eliane Scardovelli | Globoplay                                |
| Vale dos Isolados: O Assassinato de Bruno e Dom             | Criminal            | 2 de junho de 2023     | 103 minutos | Sônia Bridi                        | Globoplay                                |
| Cadê o Amarildo?                                            | Criminal            | 14 de julho de 2023    | 105 minutos | Rafael Norton                      | Estúdios Globo, Clout Rec.               |
| Tributo: Léa Garcia                                         | Biográfico          | 15 de agosto de 2023   | 64 minutos  | Antonia Prado                      | Estúdios Globo                           |
| Chic Show                                                   | Biográfico          | 31 de agosto de 2023   | 102 minutos | Emílio Rodrigues                   | Globoplay                                |
| Todo Dia É 4 de Novembro – O Fluminense Conquista a América | Esporte             | 12 de dezembro de 2023 | 105 minutos | Rafael Pirrho                      | Núcleo de Documentários do Esporte Globo |
| Tributo: Ary Fontoura                                       | Biográfico          | 27 de janeiro de 2024  | 70 minutos  | Antonia Prado                      | Estúdios Globo                           |
| Tributo: Laura Cardoso                                      | Biográfico          | 8 de março de 2024     | 66 minutos  | Antonia Prado                      | Estúdios Globo                           |
| Tributo: Zezé Motta                                         | Biográfico          | 8 de março de 2024     | 75 minutos  | Antonia Prado                      | Estúdios Globo                           |
| Tributo: Manoel Carlos                                      | Biográfico          | 14 de março de 2024    | 80 minutos  | Antonia Prado                      | Estúdios Globo                           |
| Tributo: Lima Duarte                                        | Biográfico          | 29 de março de 2024    | 76 minutos  | Antonia Prado                      | Estúdios Globo                           |
| Davi, Um Cara Comum da Bahia                                | Biográfico          | 8 de maio de 2024      | 86 min      | Duda Martins                       | Globoplay                                |
| Huck e Zelensky - Não Está Tudo Bem                         | Guerra              | 15 de setembro de 2024 | 65 minutos  | Guilherme Melles                   | Globoplay                                |
| Tributo: Fernanda Montenegro                                | Biografia/Histórico | 16 de outubro de 2024  | 77 minutos  | Antonia Prado                      | Estúdios Globo                           |
| Tributo: Boni                                               | Biografia/Histórico | 30 de novembro de 2024 | 65 minutos  | Antonia Prado                      | Estúdios Globo                           |
| Malvinas: O Diário de Uma Guerra                            | Guerra              | 3 de dezembro de 2024  | 61 min      | Ricardo Pereira, Eugenia Moreyra   | Globoplay                                |
| Kubrusly - Mistério Sempre Há de Pintar Por Aí              | Biográfico          | 4 de dezembro de 2024  | 97 minutos  | Caio Cavechini, Evelyn Kuriki      | Globoplay                                |

### Não-roteirizado

#### Variedades
| Título                                       | Gênero       | Estreia                | Temporadas                 | Duração   | Apresentador                         | Diretor                 | Empresa produtora                         | Status     |
| -------------------------------------------- | ------------ | ---------------------- | -------------------------- | --------- | ------------------------------------ | ----------------------- | ----------------------------------------- | ---------- |
| Sterblitch Não Tem Um Talk Show: o Talk Show | Talk show    | 5 de junho de 2020     | 2 temporadas, 21 episódios | 30–38 min | Eduardo Sterblitch                   | Rafael Queiroga         | Estúdios Globo                            | Finalizada |
| Cada Um no Seu Quadrado                      | Talk show    | 3 de julho de 2020     | 1 temporada, 8 episódios   | 29-39 min | Fernando Caruso, Paulo Vieira        | Daniela Gleiser         | Estúdios Globo                            | Finalizada |
| Casa Kalimann                                | Game show    | 28 de abril de 2021    | 1 temporada, 13 episódios  | 27-39 min | Rafa Kalimann                        | Adriano Ricco           | Estúdios Globo                            | Finalizada |
| Clube do Araújo                              | Musical      | 29 de outubro de 2021  | 2 temporadas, 10 episódios | 30-32 min | Felipe Araújo                        | Douglas Aguillar        | Gogacine                                  | Finalizada |
| Vestidas de Amor                             | Reality Show | 11 de maio de 2023     | 1 temporada, 6 episódios   | 30–42 min | Carlos Tufvesson                     | Antônia Prado           | Globoplay                                 | Finalizada |
| The Taste Brasil                             | Reality Show | 26 de setembro de 2023 | 2 temporada, 20 episódios  | 50 min    | Edu Parez (locução)                  | Roberto Helene D'Ávila  | Moonshot Pictures, GNT                    | Renovada   |
| Let Love                                     | Reality Show | 13 de novembro de 2023 | 1 temporada, 16 episódios  | 35-46 min | João Vicente de Castro, Sabrina Sato | Carla Barros            | ITV Studios, Formata Produções e Conteúdo | Cancelada  |
| Angélica: 50 e Tanto                         | Talk Show    | 26 de novembro de 2023 | 1 temporada, 5 episódios   | 32-40 min | Angélica                             | Isabel Nascimento Silva | Conspiração Filmes, Hysteria              | Finalizada |
| Angélica: 50 e Uns                           | Talk Show    | 10 de novembro de 2024 | 1 temporada, 5 episódios   | 30-50 min | Angélica                             | Isabel Nascimento Silva | Conspiração Filmes, Hysteria              | Finalizada |
| Minha Mãe com Seu Pai                        | Reality Show | 30 de abril de 2025    | 1 temporada, 10 episódios  | 40-60 min | Sabrina Sato                         | Chica Barros            | ITV Studios, Formata Produções e Conteúdo | Renovada   |
| Terceira Metade                              | Reality Show | 18 de julho de 2025    | 1 temporada, 10 episódios  | 55-58 min | Deborah Secco                        | Eduardo Gaspar          | Boxfish                                   | TBA        |

#### Séries documentais
| Título                                                  | Gênero            | Estreia                 | Temporadas                | Duração    | Diretor | Empresa produtora                                                           | Status     |
| ------------------------------------------------------- | ----------------- | ----------------------- | ------------------------- | ---------- | --- | --------------------------------------------------------------------------- | ---------- |
| Marília Mendonça: Todos os Cantos ‡                     | Musical           | 13 de setembro de 2019  | 01 temporada, 4 episódios | 22–29 min  | Fernando Trevisan "Catatau" | WorkShow, Som Livre                                                         | Finalizada |
| Até o Fim - Flamengo Campeão da Libertadores 2019       | Esporte           | 29 de novembro de 2019  | 01 temporada, 5 episódios | 24–42 min  | Gustavo Gomes | Globoplay                                                                   | Finalizada |
| Marielle: O Documentário                                | Criminal          | 12 de março de 2020     | 01 temporada, 6 episódios | 60 min     | Caio Cavechini | Jornalismo Globo                                                            | Finalizada |
| Em Nome de Deus                                         | Criminal          | 10 de julho de 2020     | 01 temporada, 6 episódios | 60 min     | Monica Almeida, Gian Carlo Bellotti, Ricardo Calil                                                                               | Canal Brasil                                                                | Finalizada |
| Sandy & Junior: A História                              | Biografia musical | 10 de julho de 2020     | 01 temporada, 7 episódios | 60 min     | Douglas Aguillar | Gogacine                                                                    | Finalizada |
| Making Five                                             | Making-of         | 24 de setembro de 2020  | 01 temporada, 4 episódios | 25–27 min  | Fabrício Mamberti | Estúdios Globo                                                              | Finalizada |
| Thiaguinho: Tardezinha                                  | Musical           | 15 de outubro de 2020   | 01 temporada, 4 episódios | 31–34 min  | Mário Meirelles | Paz & Bem Entretenimento, Pindorama Filmes, Estúdios Globo                  | Finalizada |
| Por um Respiro                                          | Jornalístico      | 27 de novembro de 2020  | 01 temporada, 6 episódios | 25-28 min  | Susanna Lira | Ocean Films                                                                 | Finalizada |
| Doutor Castor                                           | Esporte, criminal | 11 de fevereiro de 2021 | 01 temporada, 4 episódios | 60 min     | Marco Antonio Araujo | Esporte Globo                                                               | Finalizada |
| Predestinado                                            | Esporte           | 28 de fevereiro de 2021 | 01 temporada, 4 episódios | 39 min     | Gustavo Gomes, Marcelo Pizzi | Globoplay                                                                   | Finalizada |
| A Vida Depois do Tombo                                  | Biografia musical | 29 de abril de 2021     | 01 temporada, 4 episódios | 27-40 min  | Patrícia Carvalho | Globoplay                                                                   | Finalizada |
| O Caso Evandro                                          | Criminal          | 13 de maio de 2021      | 01 temporada, 8 episódios | 20-40 min. | Aly Muritiba | Glaz Entretenimento                                                         | Finalizada |
| Just a Little Game: Os Bastidores da LOUD ‡             | Bastidores        | 26 de maio de 2021      | 01 temporada, 4 episódios | 20-27 min. | Vinícius Teixeira | LOUD                                                                        | Finalizada |
| Meu Amigo Bussunda                                      | Biografia         | 17 de junho de 2021     | 01 temporada, 4 episódios | 39-46 min. | Claudio Manoel | Emoções Baratas, Kromaki Filmes                                             | Finalizada |
| Lexa: Mostra Esse Poder                                 | Biografia musical | 24 de junho de 2021     | 01 temporada, 5 episódios | 26-28 min. | Tico Fernandes | KondZilla, Multishow                                                        | Finalizada |
| Você Nunca Esteve Sozinha                               | Biografia         | 29 de junho de 2021     | 01 temporada, 7 episódios | 35-44 min  | Patrícia Carvalho | Rodamoinho Filmes                                                           | Finalizada |
| É Ouro ! O Brilho do Brasil em Tóquio                   | Esporte           | 2 de setembro de 2021   | 01 temporada, 8 episódios | 39 min     | Rafael Pirrho, Eric Faria, Março Antonio Araujo, Felipe Brisolla, Guido Nunes, Henrique Arcoverde, Rafael Freitas, Daniel Falcão | Núcleo de Documentários do Esporte Globo                                    | Finalizada |
| A Corrida das Vacinas                                   | Jornalistico      | 30 de agosto de 2021    | 01 temporada, 2 episódios | 39 min     | Álvaro Pereira Júnior | Jornalismo Globo                                                            | Finalizada |
| A Corrida das Vacinas - Mercado Paralelo                | Jornalistico      | 30 de setembro de 2021  | 01 temporada, 2 episódios | 43-53 min  | Álvaro Pereira Júnior | Jornalismo Globo                                                            | Finalizada |
| Orgulho Além da Tela                                    | Jornalistico      | 11 de outubro de 2021   | 01 temporada, 3 episódios | 40-50 min  | Antonia Prado | Globoplay                                                                   | Finalizada |
| Ludmilla Rainha da Favela                               | Biografia musical | 15 de novembro 2021     | 01 temporada, 5 episódios | 19-31 min  | Tatiana Issa, Guto Barra | Producing Partners, LC Barreto Produções Cinematográficas, Multishow        | Finalizada |
| Gil na Califórnia                                       | Biografia         | 9 de dezembro de 2021   | 01 temporada, 5 episódios | 20-26 min  | Patrícia Carvalho | Estúdios Globo                                                              | Finalizada |
| Gilberto Braga - Meu Nome É Novela                      | Biografia         | 18 de dezembro de 2021  | 01 temporada, 3 episódios | 40-46 min  | Antonia Prado | Estúdios Globo                                                              | Finalizada |
| Poesia Que Transforma                                   | Biografia e Artes | 22 de dezembro de 2021  | 01 temporada, 5 episódios | 41-44 min  | Duda Martins, Chico Walcacer | Estúdios Globo                                                              | Finalizada |
| Retrospectiva 2021: Edição Globoplay                    | Histórico         | 27 de dezembro de 2021  | 01 temporada, 3 episódios | 30-31 min  | Mônica Maria Barbosa | Globo Repórter, TV Globo                                                    | Finalizada |
| O Canto Livre de Nara Leão                              | Biografia Musical | 7 de janeiro de 2022    | 01 temporada, 5 episódios | 32-60 min  | Renato Terra | Conversa.Doc                                                                | Finalizada |
| O Caso Celso Daniel                                     | Criminal          | 27 de janeiro de 2022   | 01 temporada, 8 episódios | 44-60 min  | Marcos Jorge | Estúdios Escarlate                                                          | Finalizada |
| Elza e Mané - Amor em Linhas Tortas                     | Biografico        | 10 de março de 2022     | 01 temporada, 4 episódios | 44-52 min  | Caroline Ziberman | Núcleo de Documentários do Esporte Globo                                    | Finalizada |
| Casão: Num Jogo sem Regras                              | Biografico        | 26 de maio de 2022      | 01 temporada, 4 episódios | 40 min     | Susanna Lira | Modo Operante Produções                                                     | Finalizada |
| Rock In Rio: A História                                 | Musical           | 2 de agosto de 2022     | 01 temporada, 5 episódios | 25-28 min  | Patricia Guimarães | Conspiração Filmes, Rock In Rio, Multishow                                  | Finalizada |
| Hebe, Um Brinde à Vida                                  | Biografia         | 1 de setembro de 2022   | 01 temporada, 4 episódios | 39-41 min  | Carolina Kotscho | Loma Filmes                                                                 | Finalizada |
| Vale Tudo com Tim Maia                                  | Biografia         | 28 de setembro de 2022  | 01 temporada, 3 episódios | 30-45 min  | Nelson Motta, Renato Terra | Conversa.Doc                                                                | Finalizada |
| Flordelis: Questiona ou Adora                           | Criminal          | 04 de novembro de 2022  | 01 temporada, 6 episódios | 48-50 min  | Mariana Jaspe | O Globo, Boutique Filmes                                                    | Finalizada |
| Vou Viver de HQ                                         | Artes             | 25 de novembro de 2022  | 01 temporada, 6 episódios | 27-36 min  | Gustavo Zanelatto, Rogério Zagallo                                                                                               | Até o Fim, Oka Comunicações                                                 | Finalizada |
| Gabriel Monteiro: Herói Fake                            | Criminal          | 6 de dezembro de 2022   | 01 temporada, 4 episódios | 23-36 min  | Eliane Scardovelli, Rafael Norton                                                                                                | Globoplay                                                                   | Finalizada |
| Os Caminhos de Jesus                                    | Biografia         | 9 de dezembro de 2022   | 01 temporada, 4 episódios | 40-45 min  | Daniel Billo | Boutique Filmes                                                             | Finalizada |
| Retrospectiva 2022 - Edição Globoplay                   | Histórico         | 30 de dezembro de 2022  | 01 temporada, 3 episódios | 28-33 min  | Mônica Maria Barbosa | Globo Repórter, TV Globo                                                    | Finalizada |
| Extremistas.br                                          | Investigação      | 11 de janeiro de 2023   | 01 temporada, 8 episódios | 40-54 min  | Caio Cavechini | Globoplay                                                                   | Finalizada |
| Sou Corinthians                                         | Esporte           | 13 de janeiro de 2023   | 01 temporada, 4 episódios | 42–49 min  | Edgar Alencar, Victor Pozella | Núcleo de Documentários do Esporte Globo                                    | Finalizada |
| Boate Kiss: A Tragédia de Santa Maria                   | Criminal          | 27 de janeiro de 2023   | 01 temporada, 5 episódios | 45 min     | Marcelo Canellas | TV OVO, RBS TV                                                              | Finalizada |
| O Repórter do Poder                                     | Biografico        | 10 de março de 2023     | 01 temporada, 4 episódios | 28-36 min  | Letícia Muhana | GeGe Produções Artísticas LTDA.                                             | Finalizada |
| Jessie & Colombo                                        | Biografico        | 29 de março de 2023     | 01 temporada, 4 episódios | 36-41 min  | Susanna Lira | Modo Operante Produções                                                     | Finalizada |
| Galvão: Olha o Que Ele Fez                              | Biografico        | 18 de maio de 2023      | 01 temporada, 5 episódios | 48-55 min  | Sidney Garambone, Gustavo Gomes                                                                                                  | Núcleo de Documentários do Esporte Globo                                    | Finalizada |
| Onde Está Tim Lopes?                                    | Biografico        | 29 de junho de 2023     | 01 temporada, 4 episódios | 35-39 min  | Bruno Quintella | Companhia Cinematográfica Filmi di Luzzi, Saudade Filmes, Serra Azul Filmes | Finalizada |
| Xuxa, O Documentário                                    | Biografico        | 13 de julho de 2023     | 01 temporada, 5 episódios | 50-61 min  | Pedro Bial | Estúdios Globo, Endemol, Endemol Shine Brasil                               | Finalizada |
| Vale O Escrito                                          | Criminal          | 1 de novembro de 2023   | 01 temporada, 7 episódios | 50-55 min  | Monica Almeida | Conversa.Doc                                                                | Renovada   |
| A Mão do Eurico                                         | Biográfica        | 13 de novembro de 2023  | 01 temporada, 5 episódios | 35-50 min  | Rafael Pirrho | Núcleo de Documentários do Esporte Globo                                    | Finalizada |
| Resistência Negra                                       | Biográfica        | 20 de novembro de 2023  | 01 temporada, 5 episódios | 30-45 min  | Mayara Aguiar | Estúdios Globo                                                              | Finalizada |
| Retrospectiva 2023 - Edição Globoplay                   | Histórico         | 29 de dezembro de 2023  | 01 temporada, 4 episódios | 20-34 min  | Mônica Maria Barbosa | Globo Repórter, TV Globo                                                    | Finalizada |
| 3x Ártico - O Alerta do Gelo                            | Documental        | 4 de janeiro de 2024    | 01 temporada, 3 episódios | 36-41 min  | Henrique Picarelli | Globoplay                                                                   | Finalizada |
| Enredos da Liberdade - O Grito do Samba pela Democracia | Cultural          | 1 de fevereiro de 2024  | 01 temporada, 5 episódios | 31-43 min  | Luis Carlos de Alencar | Couro de Rato Edição e Promoção LTDA.                                       | Finalizada |
| MC Daleste - Mataram o Pobre Loco                       | Criminal          | 23 de fevereiro de 2024 | 01 temporada, 4 episódios | 39-55 min  | Eliane Scardovelli, Guilherme Belarmino                                                                                          | Globoplay                                                                   | Finalizada |
| Sullivan & Massadas: Retratos e Canções                 | Biográfico        | 6 de março de 2024      | 01 temporada, 5 episódios | 33-54 min  | André Barcinski | Kuarup Produções                                                            | Finalizada |
| Senna por Ayrton                                        | Biográfico        | 1 de maio de 2024       | 01 temporada, 3 episódios | 39-45 min  | Rafael Pirrho | Globoplay                                                                   | Finalizada |
| Rio-Paris: A Tragédia do Voo 447                        | Investigação      | 31 de maio de 2024      | 01 temporada, 4 episódios | 34-39 min  | Rafael Norton | Globoplay                                                                   | Finalizada |
| Segura Essa Posse                                       | Competitivo       | 28 de junho de 2024     | 01 temporada, 4 episódios | 24-50 min  | Sandro Lima | Maria Farinha Filmes                                                        | Finalizada |
| Um Beijo do Gordo                                       | Biografia         | 28 de julho de 2024     | 01 temporada, 4 episódios | 45-60 min  | Antonia Prado | Conversa.Doc, Estúdios Globo                                                | Finalizada |
| Pra Sempre Paquitas                                     | Biográfico        | 10 de setembro de 2024  | 01 temporada, 5 episódios | 55-60 min  | Ana Paula Guimarães | Estúdios Globo                                                              | Finalizada |
| Chitãozinho & Xororó - Uma História de Sucesso          | Biográfico        | 22 de outubro de 2024   | 01 temporada, 5 episódios | 43-56 min  | Emilia Silveira | 70 Filmes                                                                   | Finalizada |
| O Caso Robinho                                          | Criminal          | 30 de outubro de 2024   | 1 temporada, 4 episódios  | 28-44 min  | Rafael Pirrho, Caroline Ziberman                                                                                                 | Núcleo de Documentários do Esporte Globo                                    | Finalizada |
| Belo, Perto Demais da Luz                               | Biográfico        | 28 de novembro de 2024  | 01 temporada, 4 episódios | 45-55 min  | Jorge Espírito Santo | AfroReggae Audiovisual                                                      | Finalizada |
| Crime da 113 Sul                                        | Criminal          | 22 de fevereiro de 2025 | 01 temporada, 4 episódios | 35-45 min  | Luiz Ávila | Jornalismo Globo                                                            | Finalizada |
| O Século do Globo                                       | Biográfico        | 8 de julho de 2025      | 01 temporada, 4 episódios | 50-53 min  | Gian Carlo Belloti | Estúdios Globo                                                              | Finalizada |
| Em desenvolvimento                                      |                   |                         |                           |            | |                                                                             | Finalizada |
| Chico Anysio: Um Homem à Procura de Um Personagem       | Biográfico        | TBA                     | 01 temporada, 5 episódios | TBA        | Bruno Mazzeo | Casé Filmes                                                                 | TBA        |
| Anos 90: A Explosão do Pagode                           | Biográfico        | TBA                     | TBA                       | TBA        | Emílio Domingos, Rafael Boucinha                                                                                                 | Estúdios Globo                                                              | TBA        |
| G Magazine                                              | Biografia         | TBA                     | TBA                       | TBA        | Mariana Jaspe | Estúdios Globo                                                              | TBA        |
| Sócrates Brasileiro                                     | Biografico        | TBA                     | TBA                       | TBA        | Walter Salles | VideoFilmes, Anonymous Content Brazil                                       | TBA        |
| Arrastados                                              | Criminal          | TBA                     | TBA                       | TBA        | Mariana Jaspe | Glaz Entretenimento                                                         | TBA        |